# Schönwalde-Glien
Schönwalde-Glien är en kommun i Tyskland, belägen i Landkreis Havelland i förbundslandet Brandenburg, vid Berlins västra stadsgräns.  Kommunen bildades av sex dittills självständiga kommuner Grünefeld, Paaren im Glien, Pausin, Perwenitz, Schönwalde och Wansdorf den 26 oktober 2003.